# Circuito cittadino di San Paolo
Il Circuito cittadino di San Paolo è un circuito cittadino situato, come dice il nome stesso, nella cittadina Brasiliana di San Paolo.

## Storia
Il tracciato inizia ad ospitare eventi motoristici nel 2010, quando tale pista entra nel calendario della IndyCar Series. Si sono svolte 4 gare IndyCar tra il 2010 ed il 2013, oltre che ad altre competizioni come il Ferrari Challenge.
Il circuito viene poi iniziato a venire utilizzato dalla Formula E come ospite dell'E-Prix di San Paolo a partire dalla stagione 2022-2023.

## Il tracciato

Mappa del tracciato utilizzato tra il 2010 ed il 2013 dalla IndyCar.

Il tracciato iniziale era lungo 4.081 m e si componeva di 11 curve. Di queste la maggior parte erano curve a novanta gradi, con tre rettilinei: quello di partenza, denominato Sambadrome, uno tra curva 4 e curva 5, detto Mars e l'ultimo, il più lungo, che si allungava da curva 10 a curva 11, detto Flagholders. Il tracciato è stato poi modificato con l'arrivo della Formula E. Esso viene  accorciato di circa 1000 m, diventando lungo 2.960 m, mentre il numero di curve rimane 11. Vi è quasi nessuna somiglianza con il tracciato originale. Difatti le varie chicane vengono sostituite da varianti nel mezzo delle varie zone veloci del tracciato.